# Naum Jakowlewitsch Wilenkin
Naum Jakowlewitsch Wilenkin (russisch Наум Яковлевич Виленкин, englisch Naum Yakovlevich Vilenkin), (* 30. Oktober 1920 in Moskau; † 1991) war ein sowjetischer Mathematiker russischer Nationalität, der für seine populärwissenschaftlichen Bücher bekannt ist.

## Leben und Wirken
Wilenkin studierte bis 1942 an der Lomonossow-Universität, wo er sich 1950 bei Alexander Kurosch habilitierte. Ab 1951 war er Professor. Er lehrte an verschiedenen Moskauer Hochschulen und war ab 1961 an der Pädagogischen Hochschule in Moskau. Seine Arbeitsgebiete waren Algebra, Topologie, Funktionalanalysis, Theorie reeller Funktionen und Kombinatorik. Unter anderem war er Mitarbeiter von Israel Gelfand und Mitautor eines von dessen Bänden in der Lehrbuchreihe über Distributionen.
Er widmete sich vor allem der Verbesserung der mathematischen Ausbildung an den Schulen und erhielt 1976 den Uschinsky-Preis für seine Schulbücher.

## Schriften
- Combinatorics. Academic Press, New York, 1971.
- mit A. Klimyk, V. Molchanov, Alexander Kirillow: Representation Theory and Noncommutative Harmonic Analysis II: Homogeneous Spaces, Representations and Special Functions. Encyclopedia of Mathematical Sciences 1994.
- mit A. Klimyk: Representation of Lie Groups and Special Functions: Recent Advances. Mathematics and Its Applications, Kluwer 1994.
- mit A. Klimyk Representation of Lie Groups and Special Functions.
  - Band 1: Simplest Lie Groups, Special Functions and Integral Transforms. Mathematics and its Applications, Kluwer 1991.
  - Band 2: Class 1 Representations, Special Functions, and Integral Transforms. Kluwer 1993.
  - Band 3: Classical and quantum groups and special functions. Kluwer 1992.
- Mit Gelfand: Generalized Functions. Band 4. (deutsch VEB Verlag der Wissenschaften 1960).
- mit Israel Gelfand, M. Graev, E. Saletan: Generalized Functions. Band 5: Integral geometry and representation theory. (deutsch VEB Verlag der Wissenschaften 1962).
- Special functions and the theory of group representations. AMS 1968.
- Direct decompositions of topological groups, I, II. American Mathematical Society, Translation Series, 1950.

### Populärwissenschaftliche Bücher zur Mathematik
- In Search of Infinity. Birkhäuser 1995.
- Combinatorial mathematics for recreation. 1972.
- Unterhaltsame Mengenlehre. Harri Deutsch, 1974 (englisch Stories About Sets. Academic Press 1968).
- Successive approximation. Popular lectures in mathematics, Oxford 1964.